# أنطونيو دي لا توري
أنطونيو دي لا توري (بالإسبانية: Antonio de la Torre)‏ (18 نوفمبر 1977 في المكسيك - ) هو لاعب كرة قدم مكسيكي في مركز الوسط. لعب مع كولورادو رابيدز.

## وصلات خارجية
- أنطونيو دي لا توري على موقع الدوري الأمريكي (الإنجليزية)
- أنطونيو دي لا توري على موقع قاعدة بيانات كرة القدم.إي يو (الإنجليزية)